# Достиника
Достиника (Дестиник, Даштаник; грч. Ντοστινίκ, Δεστινίκον) је била најстарија позната престоница Србије (?—друга половина  века) и седиште прве српске државе под Властимировићима. Она се помиње на првом месту међу насељеним градовима у крштеној односно балканској Србији, у спису „О управљању Царством” византијског цара Константина Порфирогенита (913—959), насталог средином X века. Њен положај, као и остаци, до данас нису утврђени, али се сматра да се налазила на простору између данашњих Пријепоља и Сјенице односно у релативној близини границе са тадашњом Бугарском која се налазила у Расу.

## Могући положај Достинике према различитим ауторима
- На доњој Дрини, код села Дисит и Десна (Шафарик)
- Дежева (Новаковић, Грот)
- у атару села Врсјенице, у околини Сјенице[2] (Јиричек, Шишић)
- Село Дрсник код Пећи, локалитет Јеринина кула (Скок)
- Ждрело у Руговској клисури код Пећи или Градиште Геђе на Белом Дриму, између Ђаковице и Призрена (Новаковић)